# Nyodes argentea
Nyodes argentea là một loài bướm đêm trong họ Noctuidae.